# Kungliga Dramatiska Teatern

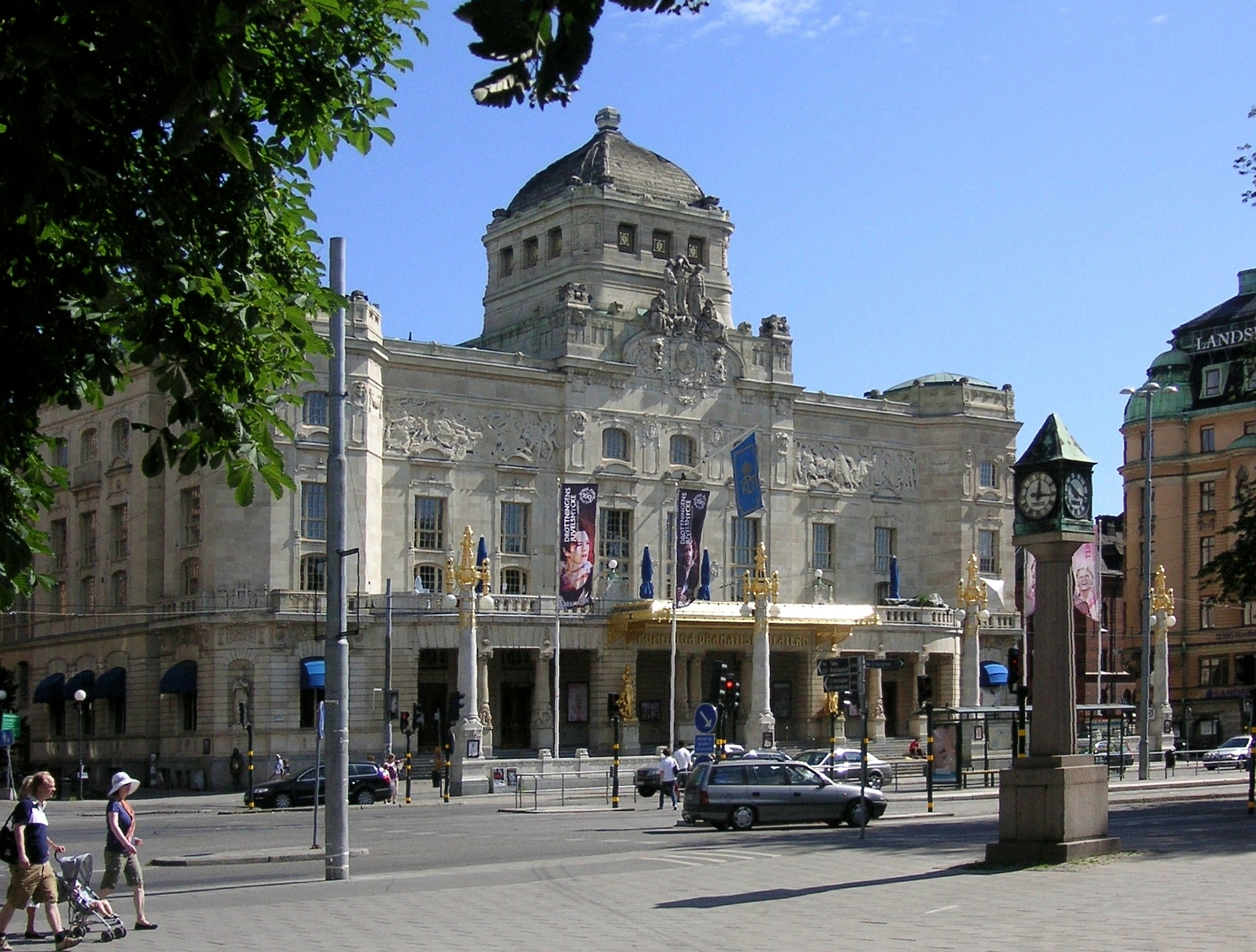
Dramaten

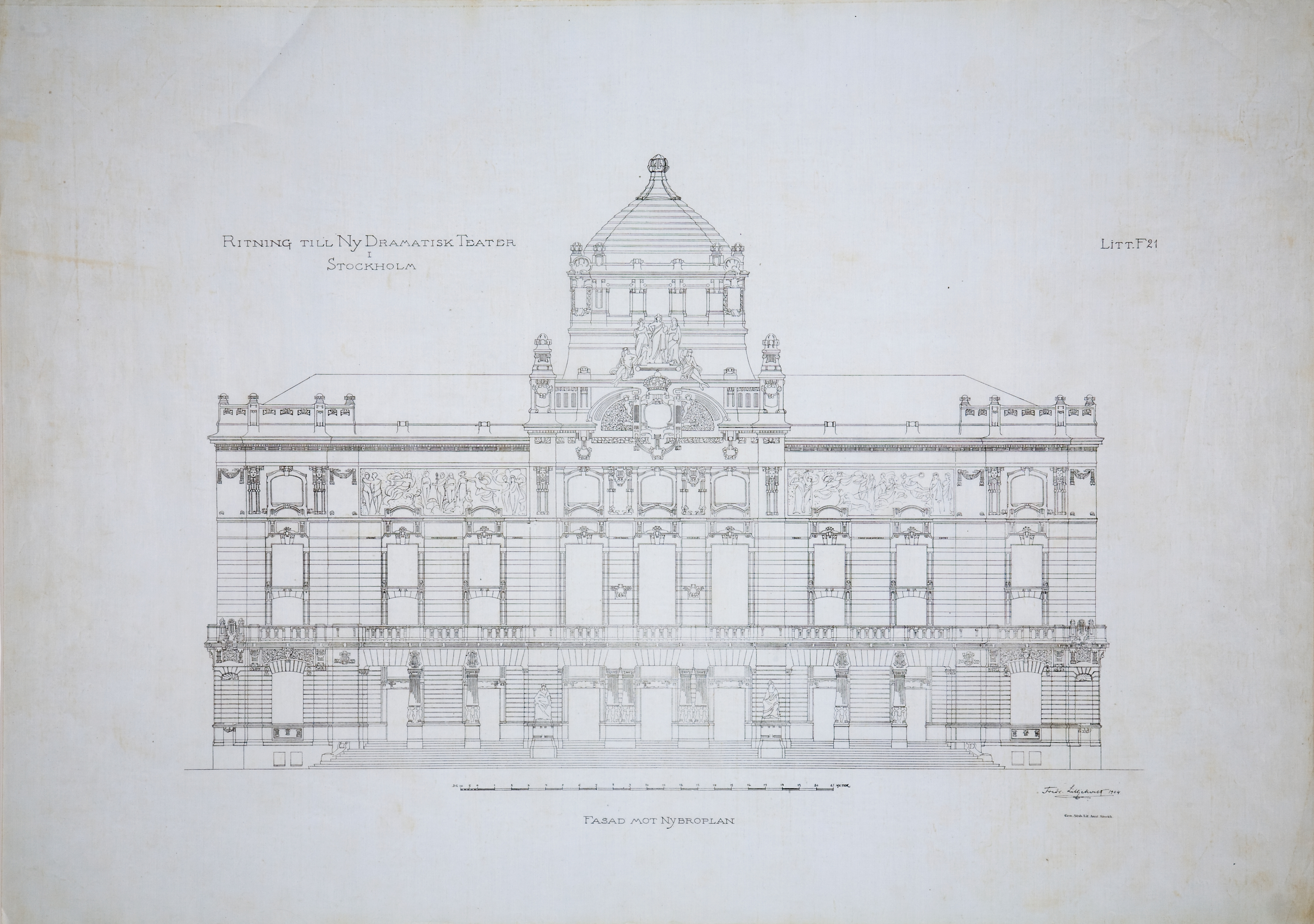
Blauwdruk uit 1904.

Kungliga Dramatiska Teatern ("het Koninklijk Dramatheater") in Stockholm, bijgenaamd Dramaten, is het belangrijkste dramatheater van Zweden. Het werd in 1788 gesticht door koning Gustaaf III.
Op de zes podia worden circa duizend voorstellingen per jaar gegeven. Het is een van Europa's meest gewilde theaters, waarvan de spelers gastrollen vervullen in de hele wereld. Daarnaast worden de voorstellingen van Dramaten ook elders in Zweden gegeven.
In 1908 werd het theater aan het Nybroplan ingewijd, met de voorstelling "Meester Olof" van August Strindberg met muziek van Tor Aulin. De architect van het gebouw was Fredrik Lilljekvist. Bekende kunstenaars als Carl Larsson en Carl Milles waren betrokken bij de kunstuitingen die in het gebouw te zien zijn.